# Wi-Fi
Wi-Fi, също така изписвано като Wifi или WiFi (транскрипция: уайфай) е популярна технология, която позволява електронни устройства да обменят данни или да се свързват с Интернет безжично, използвайки радиовълни. Това е технология на безжичната мрежа (WLAN) базирана на спецификациите от серията IEEE 802.11. Първоначално тя е лицензирана от Wi-Fi Alliance. Била е разработена, за да бъде използвана от преносимите изчислителни устройства, като преносими компютри, в локални мрежи (LAN), но сега все повече се използва и за други услуги, включително Internet и VoIP, игри, базово свързване на потребителска електроника, като телевизори и DVD устройства или цифрови камери. Разработват се много нови стандарти, които ще позволят Wi-Fi да се използва в колите по магистралите, при поддръжката на ITS за повишаване на сигурността и при мобилната търговия (виж IEEE 802.11p). Wi-Fi и Wi-Fi CERTIFIED логата са регистрирани търговски марки на Wi-Fi Alliance – търговската организация, която тества и сертифицира оборудването съгласно стандартите от серията 802.11.
Стандартните Wi-Fi мрежи обикновено се основават на наличието на контролерни устройства, известни като точки за безжичен достъп. Тези устройства обикновено съчетават три основни вида функции:
-Физическа поддръжка за безжични и кабелни мрежи
-Свързване и маршрутизиране между устройства в мрежата
-Предоставяне на услуги за добавяне и премахване на устройства от мрежата
Типичната Wi-Fi домашна мрежа включва лаптопи, таблети и телефони, устройства като съвременни принтери, музикални устройства и телевизори. Повечето Wi-Fi мрежи са настроени в инфраструктурен режим, където точката за достъп действа като централен хъб, към който са свързани устройства с възможност за Wi-Fi. Цялата комуникация между устройствата преминава през точката за достъп.
За разлика от тях, Wi-Fi Direct устройствата могат да комуникират помежду си, без да изискват специална безжична точка за достъп. Устройствата Wi-Fi Direct се договарят, когато се свързват за първи път, за да определят кое устройство да действа като точка за достъп
Автоматична настройка
С увеличаването на броя и вида на устройствата, свързани към Wi-Fi системите, основният модел на обикновен рутер със смарт компютри става все по-натоварен. В същото време нарастващата сложност на горещите точки създаде появата на проблеми с настройката за потребителите. За справяне с тези проблеми са правени множество опити за опростяване на някои аспекти на задачата за настройка
Често срещан пример е системата за Wi-Fi Protected Setup, включена в повечето точки за достъп, изградени от 2007 г. , когато стандартът беше въведен. Wi-Fi Protected Setup позволява точките за достъп да бъдат настроени просто чрез въвеждане на ПИН или друга идентификация в екран за връзка или в някои случаи просто чрез натискане на бутон. Системата за защитена настройка използва тази информация за изпращане на данни до компютър, като му предава информацията, която му е необходима за завършване на настройката на мрежата и свързване с интернет. От гледна точка на потребителя, едно щракване замества многоетапното, изпълнено с жаргон опит за настройка, което преди се изискваше.
Докато моделът за защитена настройка работи по предназначение, той е предназначен само да опрости връзката между точката за достъп и устройствата, които биха използвали услугите ѝ, предимно достъп до Интернет. Той предоставя малка помощ в рамките на мрежа – намиране и настройка на достъп до принтер от компютър например. За да се справят с тези роли, са разработени редица различни протоколи, включително Universal Plug and Play (UPnP), Devices Profile for Web Services (DPWS) и мрежа с нулева конфигурация – zero-configuration networking (ZeroConf). Тези протоколи позволяват на устройствата да търсят други устройства в мрежата, да правят запитвания за техните възможности и да предоставят някакво ниво на автоматична настройка.
Wi-Fi Direct
Wi-Fi Direct се превърна в стандартна функция в смартфоните и преносимите медийни плейъри, както и в телефоните с функции. Процесът на добавяне на Wi-Fi към по-малки устройства се ускори и вече е възможно да намерите принтери, камери, скенери и много други често срещани устройства с Wi-Fi в допълнение към други връзки, като USB.
Широкото разпространение на Wi-Fi в новите класове по-малки устройства направи необходимостта от ad hoc мрежа много по-важна. Дори без централен Wi-Fi хъб или рутер, би било полезно лаптоп компютър да може да се свърже безжично с локален принтер. Въпреки че режимът ad hoc е създаден, за да отговори на този вид нужда, липсата на допълнителна информация за откриване го прави труден за използване на практика.
Въпреки че системи като UPnP и Bonjour предоставят много от необходимите възможности и са
включени в някои устройства, липсваше един-единствен широко поддържан стандарт, а поддръжката в рамките на съществуващите устройства далеч не беше универсална. Гост, използващ своя смарт телефон, вероятно ще може да намери гореща точка и да се свърже с интернет с лекота, може би използвайки защитена настройка за това. Но същото устройство ще установи, че поточно предаване на музика към компютър или отпечатване на файл може да е трудно или просто да не се поддържа между различните марки хардуер.
Wi-Fi Direct може да осигури безжична връзка с периферни устройства. Безжичните мишки, клавиатури, дистанционни управления, слушалки, високоговорители, дисплеи и много други функции могат да бъдат реализирани с Wi-Fi Direct. Това започна с продукти за мишка Wi-Fi и дистанционни управления Wi-Fi Direct, които се доставяха около ноември 2012 г.
Приложенията за споделяне на файлове като SHAREit на устройства с Android и BlackBerry 10 могат да използват Wi-Fi Direct, като повечето Android версия 4.1 (Jellybean), въведена през юли 2012 г., и поддържана BlackBerry 10.2. Версия на Android 4.2 (Jellybean) включва допълнителни усъвършенствания на Wi-Fi Direct, включително постоянни разрешения, позволяващи двупосочен трансфер на данни между множество устройства.
Стандартът Miracast за безжична връзка на устройства с дисплеи е базирана на Wi-Fi Direct.

## Техническа информация

### Как работи Wi-Fi
Типичната Wi-Fi среда съдържа една или повече безжични точки за достъп (ТД) (Wireless access point, Access Point (APs)) и един или повече „клиенти“.
Една ТД излъчва своето „Име на мрежа“ (SSID Service Set Identifier, „Network name“) чрез пакети, които се наричат маяци (beacons), които обикновено се излъчват всеки 100 ms. Маяците се излъчват с 1 Mbit/s, относително къси са като продължителност и затова не оказват значителен ефект върху производителността. Понеже 1 Mbit/s е най-ниската скорост на Wi-Fi това означава, че клиентът трябва да може да комуникира със скорост поне 1 Mbit/s.
Основавайки се на настройките (например на SSID), клиентът може да се свърже с ТД. Ако две ТД имат еднакъв SSID и са в обсега на клиента, клиентският фърмуеър може да използва силата на сигнала, за да реши към коя точно ТД да се свърже.
Wi-Fi критериите за стандартни нива на връзката и за роуминг са напълно отворени за клиента. Това е предимство на Wi-Fi, но означава също, че един безжичен адаптер може да предава по-добре от друг. Понеже Wi-Fi предава във въздуха, той има същите настройки, както и несуичнатите Ethernet мрежи и затова е възможно да се получат колизии. За разлика от кабелния Ethernet и подобно на повечето пакетни радиа, Wi-Fi не може да разграничава колизиите, а за целта използва пакетна размяна с разпознаване на носителя (Collision Avoidance или CA).

### Канали
Версиите на стандарта 802.11b/g/n използват честота около 2.4 GHz, която е от стандартизирания ISM-диапазон, въпреки че определянето на точната честота варира слабо в различните части на света, като максимално разрешена мощност.
Както и да е стандартизиран броя на каналите по света, така одобрените честоти могат да се определят от броя на каналите.
Максималният брой налични канали за Wi-Fi са:
- 13 за Европа
- 11 за Северна Америка
- 14 за Япония [1]

Препоръчително е да се използват само неприпокриващите се канали 1, 6 и 11 за 802.11b/g/n или автоматичното избиране на канал от устройството, за да се минимизира интерференцията от близко стоящите канали. Причината за това е, че каналите са с ширина 20 MHz, но са на разстояние 5 MHz един от друг.
Две мрежи настроени на два неприпокриващи се канала могат да достигнат своите максимални скорости.
Две мрежи работещи на един канал договорено се редуват във времето и могат да достигнат максимума на канала.
Две мрежи на застъпващи се канали представляват шум една за друга и едновременното изпращане на данни по двете мрежи може дори да е по-бавно от споделянето на един канал.
Големият обхват на най-разпространения 802.11n стандарт, около 50 m на закрито и 250 m при пряка видимост, както и само трите неприпокриващи се канала, затрудняват използването му в градски условия.
| Канал | Честота (MHz) | Северна Америка | Япония | По-голямата част от света |
| ----- | ------------- | --------------- | ------ | ------------------------- |
| 1     | 2412          | Ok              | Ok     | Ok                        |
| 2     | 2417          | Ok              | Ok     | Ok                        |
| 3     | 2422          | Ok              | Ok     | Ok                        |
| 4     | 2427          | Ok              | Ok     | Ok                        |
| 5     | 2432          | Ok              | Ok     | Ok                        |
| 6     | 2437          | Ok              | Ok     | Ok                        |
| 7     | 2442          | Ok              | Ok     | Ok                        |
| 8     | 2447          | Ok              | Ok     | Ok                        |
| 9     | 2452          | Ok              | Ok     | Ok                        |
| 10    | 2457          | Ok              | Ok     | Ok                        |
| 11    | 2462          | Ok              | Ok     | Ok                        |
| 12    | 2467          | Не              | Ok     | Ok                        |
| 13    | 2472          | Не              | Ok     | Ok                        |
| 14    | 2484          | Не              | Ok     | Не                        |

Версиите 802.11a/ac (както и някои n устройства) работят на честота около 5 GHz. Това позволява на последния 802.11ac стандарт достигане на гигабитови скорости и много повече свободни канали при разстояния до около 30 m на закрито и 100 m при пряка видимост.

### Wi-Fi HaLow
На 4 януари 2016 г. Wi-Fi Alliance обяви нов Wi-Fi стандарт, наречен „Wi-Fi HaLow“. с който устройствата ще могат да се свързват на по-големи разстояния, като при това ще използват по-малко енергия, отколкото съществуващите Wi-Fi мрежи. Стандартът разширява работата на Wi-Fi в радиочестотния спектър от 900 MHz. До голяма степен това е алтернативата на Bluetooth, макар че официално той не е наречен така. Основните предимства на радиочестотната лента 900 MHz са, че тя дава възможност Wi-Fi сигналите да се разпространяват на големи разстояния – почти два пъти по-големи от днешната Wi-Fi.
Ниската мощност, с която работи Wi-Fi HaLow (спецификация IEEE 802.11ah), я прави особено подходяща за използване при малки мобилни устройства, както и в „умни“ домакински приспособления, които не са свързани към електрическата мрежа, а се захранват с батерии. Именно свързването на тези многобройни устройства – често обобщавани с понятието „Интернет на нещата“, е основната цел на Wi-Fi HaLow. Освен по-големия обхват, HaLow предлага и по-добра способност за проникване през стени и други прегради.

### Предимства на Wi-Fi
- Позволява LAN мрежите да се разполагат без окабеляване, обикновено редуцирайки цената за построяване и разширяване на мрежата. Пространствата, където не е възможно да се положи кабел, такива като външни пространства и исторически сгради, могат да се оборудват с безжични LAN мрежи.
- Wi-Fi продуктите са добре разпространени на пазара. Различни марки на точки на достъп и клиентски мрежови карти са съвместими на базово ниво на услугите. Продуктите проектирани като Wi-Fi CERTIFIED by the Wi-Fi Alliance са съвместими, включително WPA2 сигурността.
- От 2006 г. WPA и WPA2 криптиранията не са лесно разбиваеми, ако се използва силна парола.

### Недостатъци на Wi-Fi
- Wi-Fi мрежите на 2.4 GHz срещат проблеми със смущения от други устройства с голяма мощност: микровълнови печки, безжични охранителни камери, безжични телефонни слушалки. Възможно е канали да станат напълно неизползваеми.
- Wi-Fi мрежите могат да се подслушват и да се използват за копиране на данни (включително лични данни) предадени по мрежата, когато не се използва криптиране. Важно е да се използва https връзка за защита от край до край. Това прави дори отворените мрежи сигурни. WPA2 не защитава от подслушване от друго безжично устройство асоциирано към същата мрежа, нито от подслушване на кабелната връзка до Интернет доставчика.
- Закъснението е вариращо и е по-голямо, отколкото при директната връзка, което може да е неподходящо за предаване на аудио и видео в реално време или за обмен на данни с голям брой потребители едновременно.
- EIRP в Европа е ограничен до 20dBm.
- Няколко 2.4 GHz 802.11b и 802.11g Точки за достъп по подразбиране работят на един и същ канал, като резултат се получава задръстване в определен канал. Все повече устройства поддържат автоматичен избор на подходящ канал.

## Публичен достъп до Интернет
Безжичните мрежи дават възможност за осигуряване на публичен достъп до Интернет. Подходящи места са библиотеки, учебни заведения, паркове и в транспорта. Ниската цена на устройствата и високите скорости на трансфер са добра алтернатива на мобилния Интернет, при който закъснението е значително по-голямо. Собствениците на Wi-Fi рутери имат възможността да позволят достъпа до Интернет чрез своите мрежи и с това да разширят покритието на глобалната мрежа.

## Wi-Fi Alliance
Wi-Fi Alliance е търговска асоциация, която поддържа, организира и популяризира Wi-Fi технологията и сертифицира Wi-Fi продукти, ако те отговарят на определени стандарти за оперативна съвместимост. Все пак не всяко отговарящо на IEEE 802.11 стандарта устройство е приемано за сертификация от Алианса, заради понякога стойността, свързана с процеса на сертификация. Все пак липсата на Wi-Fi лого не винаги означава, че устройството е Wi-Fi несъвместимо.